# Pseudoscaphirhynchus
Pseudoscaphirhynchus é um género de peixe da família Acipenseridae.

## Espécies
- Pseudoscaphirhynchus fedtschenkoi (Kessler, 1872)
- Pseudoscaphirhynchus hermanni (Kessler, 1877)
- Pseudoscaphirhynchus kaufmanni (Kessler, 1877)